# ポロシティ
ポロシティ（porosity, void fraction）とは、固体物質が小孔や割れ目、粒子間空隙などの空間（void, pore）を含む量を表す尺度。物質の全体積に占める空間の体積の割合で定義され、0 - 1または0 - 100%の値を取る。この概念が用いられる分野には、薬剤学、窯業、金属工学、物質科学、製造業、地球科学、土質力学などがある。

## 概要
ポロシティに対する日本語の訳語は統一されておらず、分野によって多岐にわたる用語が使用されている。『科学大事典』（丸善）および『物理学辞典』（培風館）では、一般の多孔質固体については多孔度、粒子が集積した粉体については空隙率の訳語を充てている。日本工業規格では多孔質固体を中心に気孔率を用いる例が多いが、ほかにも表のような例がある。土壌に関しては空隙率のほか間隙率や間隙比が用いられる。このほか、ブローホールやボイドの意味で「ポロシティ」が使われることもある。
| 用語     | 対象                                                       |
| -------- | ---------------------------------------------------------- |
| 気孔率   | 焼結体、セラミックス、金属基複合材料、コークス、薄膜、ほか |
| 空隙率   | 金属微粒子、薄膜、ほか                                     |
| 空孔率   | 金属基複合材料、薄膜                                       |
| 間隙率   | 土壌                                                       |
| 孔隙率   | 岩石（貯留岩）                                             |
| 多孔度   | 薄膜、ほか                                                 |
| 多孔率   | 薄膜、メッキ面                                             |
| ボイド率 | 気液二相流、金属基複合材料                                 |

単に気孔率というときにはすべての気孔の体積を考えるのが普通だが、気孔を通じた液体の浸透や気体分子の吸着を問題にする場合には、物質表面に開口した気孔（孔隙）だけを数える開放気孔率や有効孔隙率などの量も用いられる。粉体においては、粒子間の空間を空間率（void fraction）で表し、粒子内の細孔を含めた空隙率（porosity）と区別することがある。
織物では空隙率を空気流に対する投影面積で定義することがある。

## 二相流れにおけるボイド率
気液二相流では、流路体積に占める気相体積の割合、もしくは流路断面積に占める気相部分の割合をボイド率と呼ぶ。ボイド率は流路中の場所ごとに異なった値を取る（二相流の流れパターンに依存）。ボイド率は時間とともにゆらぐため、多くは時間平均値を用いる。二相が分離した流れ（不均一な流れ）においては、ボイド率は気相および液相の体積流量、および両相の速度比（en、スリップ率）に影響する。

## 地球科学および建設業における空隙率
岩石や堆積物などの粒子間空隙（void）は水や空気が侵入するため物性への影響が大きい。地質学や水文地質学、土壌学、建築科学では、これらの物質における空隙体積の割合を空隙率（または孔隙率、間隙率など）と呼ぶ。定義は以下の通りである。
{\displaystyle \phi ={\frac {V_{\mathrm {V} }}{V_{\mathrm {T} }}}}
ここで VV は（液体などが占める）空隙の体積である。 VT は全体積もしくはかさ体積と呼ばれ、固体部分と空隙を含めた全体積を意味する。空隙率を表す記号には ϕ や n が用いられる。
空隙率は0から1までの値を取りうるが、一般的には0.01以下（稠密な花崗岩）から0.5以上（泥炭や粘土）までの範囲に収まる。
岩石や堆積層の空隙率は、水や炭化水素の最大含有量を見積もる際に重要となる。堆積物の空隙率は多くの要因に影響される。要因の例としては埋没速度、埋没深度、遺留水の成分、上層堆積物の性質（脱水を妨げることがある）が挙げられる。Athyによる空隙率と深度の間の関係式
{\displaystyle \phi (z)=\phi _{0}e^{-kz}\,}
は良く知られている。ここで ϕ0 は地表における空隙率、 k は圧密係数、 z は深度である。
空隙率の値を計算する方法として、かさ比重もしくは仮比重 ρbulk （空隙を含む試料体積と乾燥質量で求める比重）、試料空隙を飽和する液体の比重 ρfluid 、真比重 ρparticle （固相粒子の比重）を用いて
{\displaystyle \phi ={\frac {\rho _{\text{particle}}-\rho _{\text{bulk}}}{\rho _{\text{particle}}-\rho _{\text{fluid}}}}}
と表すものがある。空隙が空気によって占められている場合、以下の簡略な式を用いることができる。
{\displaystyle \phi =1-{\frac {\rho _{\text{bulk}}}{\rho _{\text{particle}}}}}
粒子密度の見積もり値としては通常α石英の値（約2.65 g/cm3）が用いられるが、粒子の岩質を判定すればより精度のいい値が得られる。

### 空隙率と透水性
ある条件のもとでは空隙率は透水係数と比例する。砂質帯水層では、空隙率が高い方が概して広い流路を持ち、透水係数も大きくなる。ただしこの比例関係は多くの要因に左右される。そもそも、透水係数と比例するのは厳密には空隙率ではなくポアスロート（空隙の狭隘部）半径である。ポアスロート半径は空隙体積と比例する傾向があり、その場合に限り透水係数と空隙率の比例関係が成り立つ。しかし、粒径が小さい、もしくは粒径の分級が良くないとこの比例関係は破れてしまう。例えば、粘土は概してポアスロート半径が小さく、透水性が低いにもかかわらず、空隙率は非常に高い（粘土鉱物の構造的特徴による）。つまり、粘土はかさ体積に比して多量の水を保持することができる一方、速やかに水を排出することはできない。

### 分級と空隙率
分級が良い（粒子の径がほぼそろっている）土質材料は、同程度の平均粒径を持つ分級の悪い土質材料よりも空隙率が高くなる。後者では径の小さい粒子が粒子間空隙を埋めるためである。つまり、全体積に占める割合は小さくとも、微小な粒子が存在すると空隙率および透水係数は大きく低下する。

### 岩石の孔隙率
固結岩（砂岩、頁岩、花崗岩、石灰岩など）は沖積堆積物よりも複雑な2重多孔性（dual porosity）を持つ可能性がある。これらの物質における孔隙率は連結孔隙率（connected porosity）と孤立孔隙率（unconnected porosity）に分けられる。連結空隙率は岩石に液体や気体が侵入する量から容易に測定することができる一方、孤立空隙はそのような方法では測定できない。
孔隙率は全体積に対する孔隙体積の比率である。孔隙率を左右する要因は、岩石の種類、孔隙の分布、膠結（en）、続成作用、圧密である。粒子間空間の体積比は粒子の充填方法だけで決まるため、孔隙率は粒子の平均径に依存しない。
岩の年齢あるいは埋積深度が増えるとともに孔隙率は低下する。第三紀の砂岩は一般にカンブリア紀の砂岩よりも孔隙率が高い。埋積深度や熱史などの影響でこの規則の例外が生まれることがある。

### 土壌の空隙率
表土は粒径が小さくなるとともに空隙率が増大する。きめ細かい表土ほど土壌生物の活動の影響を受けて団粒構造を形成するが、団粒構造は土壌粒子の接着によって生じるため、圧密の効果を受けづらくなるのである。砂質土のかさ密度の典型値は1.5-1.7 g/cm3であり、これは0.43 - 0.36の空隙率に相当する。粘土土壌ではかさ密度1.1-1.3 g/cm3、空隙率0.58 - 0.51が典型値となる。粘土分に富む土壌が「重埴土」と呼ばれることを考えると、重いはずの粘土が高い空隙率を持つのは直感に反するかもしれない。しかし粘土が「重い」のは空隙率が低いためではなく含水率が高いためである。また、「重」は重量を指すというより、耕作用具で粘土質土壌を掘り起こすのに必要な力が砂質土壌よりも大きいことを含意する表現である。
下層土では重力による圧密のため空隙率は表土より低くなる。生物擾乱の発達した表土（biomantle）より下層に位置する、分級の悪い礫では空隙率が0.20となるのも珍しくない。土壌生成過程で団粒形成作用を受けない深度における、粒径の細かい物質はおおむねこれに近い空隙率を持つ。
土壌の空隙率は複雑である。旧来のモデルでは空隙率を空間的に均一とみなすが、土中の変則的な構造を考慮していないため近似的な結果しか得られない。またこのモデルには空隙構造に対する環境的な要因を取り込むことが難しい。このほかフラクタル、気泡理論、裂け目理論、Boolean（en）粒化過程、球充填など、より複雑なモデルも数多く提案されている。関連する概念として空隙構造の分析（en:Pore space in soil）がある。

### 土壌空隙（率）のタイプ
初生空隙率、一次空隙率（primary porosity）岩石もしくは不圧沖積堆積物における、主要な空隙もしくは堆積当時から存在する空隙を表す。
後生空隙率、二次空隙率（secondary porosity）後に生じた空隙、もしくは一次空隙とは異なる原因による空隙を表す。多くの場合、初生空隙率に加算されて全体の空隙率を増加させる。原因としては化学的な鉱物の溶脱や裂け目の形成がある。後生空隙が初生空隙を上書きすることもあるが、両者が共存することもある。
裂け目空隙率（fracture porosity）裂け目や断層に関する空隙率。初生空隙が（たとえば深層への埋没により）破壊された岩や、貫入火成岩や変堆積岩のように通常は炭化水素を貯留しない岩であっても、二次的な裂け目空隙の形成によって炭化水素の貯留岩となることがある。
空孔空隙率（vuggy porosity）炭酸塩岩から大きな異物（大型化石（en）など）が溶解によって失われたときに残る、空孔や空洞、洞穴などの二次的な空隙を表す。
有効空隙率（effective porosity、open porosityとも）全体積に占める流体の流通が可能な空隙の割合。一つ以上の開口部を持つ空隙のみを数え、孤立空隙は数えない。地下水・石油の流れや溶質の移動に重要である。
無効空隙率（Ineffective porosity、closed porosity）全体積に占める流体の流れが生じない空隙の割合。孤立した空隙を含む。
2重空隙率（dual porosity）複数のリザーバー（貯留岩、貯留層）が空間的に重なって相互に作用するというモデル。裂け目を持つ岩石帯水層について、岩石そのものと裂け目を別個の（ただし相互作用する）リザーバーとみなすなど。
マクロ細孔（macroporosity）固体において（すなわち土壌のような凝集体を除く）、マクロ細孔とは直径50 nmを超える細孔を指す。マクロ、メソ、ミクロ細孔の分類はIUPACの命名に基づく。マクロ細孔を通した流れはバルク拡散と同様に考えられる。
メソ細孔（mesoporosity）直径が2 nmより大きく50 nmより小さい細孔。メソ細孔を通した流れはクヌーセン拡散（en）として記述される。
ミクロ細孔（microporosity）直径が2 nmより小さい細孔。ミクロ細孔では、分子が内壁に吸着した状態で行う表面拡散が支配的になる。

## 空隙率の測定

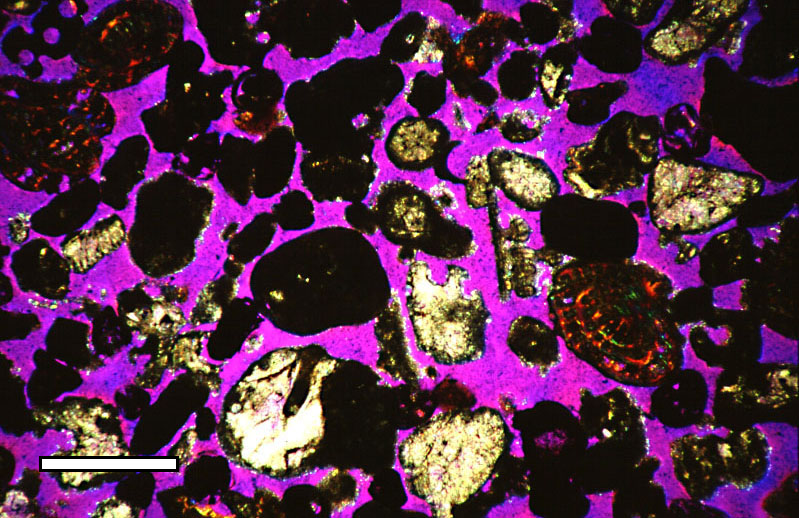
石膏検板に載せた薄片の空隙率を光学的に測定している様子。空隙部は紫で、炭酸塩粒子は他の色で示されている。サン・サルバドル島で採取された更新世風成岩。スケールバーは500 μm。

空隙率には多数の測定法が存在する。
光学的方法試料断面の顕微鏡観察を通じ、物質面積および視認可能な空隙の面積を決定する。ランダムな構造を持つ多孔質媒体では、面積空隙率と体積空隙率は等しい。
計算機トモグラフィー法工業用CTスキャンを用いて外形およびボイドを含む内部形状を3次元画像化する。その後、専用のソフトを用いて欠陥構造の解析を行う。
液浸法多孔質試料をぬれ性のいい液体に浸漬し、空隙部を液体で飽和させる。水飽和法では、試料の浸漬後に残った水の体積を初めの体積から引くことで（開口）空隙体積を求められる。
水蒸発法飽和試料の重量から乾燥試料の重量を引き、水の密度で割ることで空隙体積を求められる。
懸吊法吸水性の良い多孔質試料をよく乾燥させたのち、水に浸漬して空隙を飽和させる。気孔内の気体を追い出す方法には真空法と煮沸法がある。飽和前後の試料重量（それぞれ Wdry 、 Wwet）を測るとともに、飽和試料を水中に吊って浮力を含めた重量（ Wunderwater）を測定する。空隙率 ϕ は以下の式で与えられる。
{\displaystyle \phi ={\frac {W_{\text{wet}}-W_{\text{dry}}}{W_{\text{wet}}-W_{\text{underwater}}}}}
これ以外にも、乾燥試料の小孔に液体が侵入しないようにした上で（液体として水銀を用いるか、試料表面を撥水コートする）浮力を測定する方法がある。この浮力からは試料のかさ体積と密度（見掛け密度）が得られる。さらにピクノメータを用いて空隙部を含まない「真の」密度を測定し、見掛け密度との差を取ることで空隙率を求めることができる。
水銀圧入法表面張力が強い水銀を微細な小孔に侵入させるには、外部から圧力を加えなければならない。このとき圧力の大きさに対する圧入量を測定することで小孔径の分布と空孔容積を求めることができる。
気体膨脹による方法かさ体積が分かっている試料を容器に封入し、真空排気したもう一つの容器とつなぐ。それぞれの容器の体積は既知とする。容器間のバルブを開くと、気体が移動して二つの容器の圧力は均一になる。気体を理想気体と見なしてボイルの法則を適用すると、空隙体積 VV は以下のように求められる。
{\displaystyle V_{\text{V}}=V_{\text{T}}-V_{\text{a}}-V_{\text{b}}{P_{2} \over {P_{2}-P_{1}}}}
ここで VT はかさ体積、 Va と Vb はそれぞれ試料容器と真空容器の体積、 P1 と P2 はそれぞれバルブを開く前後の試料容器の圧力である。空隙率 ϕ は定義通りに以下で与えられる。
{\displaystyle \phi ={\frac {V_{\text{V}}}{V_{\text{T}}}}}.
この方法では空隙から試料外へ気体が移動しなければならないため、測定されるのは表面に開口した空隙のみである。
熱多孔度測定、サーモポロシメトリー（thermoporosimetry）、またはクライオポロシメトリー（cryoporosimetry）
微少な固体粒子はバルクな固体よりも低い温度で融解する（ギブス＝トムソン効果）。そこで多孔質試料に浸潤した液体を凍らせて、その融点から細孔径分布についての情報を読み取る。融点を検出する方法としては、温度変調示差走査熱量計における過渡的な熱の流れを用いる(DSC thermoporometry)、核磁気共鳴によって自由に動ける流体の量を測定する（NMR cryoporometry）、液相および固相の中性子散乱振幅を測定する（ND cryoporometry）などがある。